# بسام صباغ
بَسّام صَبّاغ (زاده ۱ ژانویه ۱۹۶۹ حلب، سوریه)  دیپلمات و سیاستمدار سوری و وزیر خارجه سوریه در زمان نخست‌وزیری محمد غازی الجلالی از ۲۲ سپتامبر ۲۰۲۴ تا ۸ دسامبر ۲۰۲۴ زمان سقوط بشار اسد رییس‌جمهور سوریه به عهده داشت.